# Amerikai Szamoa Nemzeti Parkja
Amerikai Szamoa Nemzeti Parkja nemzeti park Amerikai Szamoa, az Egyesült Államok egyik külbirtoka négy szigetén. A park korallzátonyokat, trópusi esőerdőket, gyümölcsevő denevéreket és a szamoai kultúrát védi. A leggyakoribb szabadidős tevékenységek a park területén túrázás és szabadtüdős merülés. A park 33,41 km2-es területéből 10,12 km2 korallzátony és óceán. Az egyetlen park a Nemzeti Park Rendszerben, ami az egyenlítőtől délre helyezkedik.
A parkot 1988-ban alapították, de a Nemzeti Park Szolgálat csak 1993-ban kapott jogot a földterület használatára, egy 50 éves bérleti egyezmény részeként.

## Éghajlat
| Hónap                         | Jan. | Feb. | Már. | Ápr. | Máj. | Jún. | Júl. | Aug. | Szep. | Okt. | Nov. | Dec. | Év   |
| ----------------------------- | ---- | ---- | ---- | ---- | ---- | ---- | ---- | ---- | ----- | ---- | ---- | ---- | ---- |
| Rekord max. hőmérséklet (°C)  | 35,0 | 37,2 | 35,0 | 35,0 | 33,9 | 35,0 | 32,8 | 33,3 | 33,3  | 34,4 | 35,0 | 34,4 | 37,2 |
| Átlagos max. hőmérséklet (°C) | 30,6 | 30,6 | 30,6 | 30,6 | 30,0 | 29,4 | 28,9 | 28,9 | 29,4  | 29,4 | 30,0 | 30,6 | 29,9 |
| Átlagos min. hőmérséklet (°C) | 24,4 | 24,4 | 25,0 | 24,4 | 24,4 | 24,4 | 23,9 | 23,9 | 24,4  | 24,4 | 25,0 | 24,4 | 24,4 |
| Rekord min. hőmérséklet (°C)  | 19,4 | 18,3 | 17,2 | 20,0 | 18,3 | 16,1 | 16,7 | 15,6 | 16,7  | 15,0 | 15,6 | 18,3 | 15,0 |
| Átl. csapadékmennyiség (mm)   | 366  | 320  | 295  | 279  | 269  | 150  | 165  | 160  | 196   | 264  | 284  | 371  | 3119 |
| Forrás: National Parked       |      |      |      |      |      |      |      |      |       |      |      |      |      |